# 华闾古都

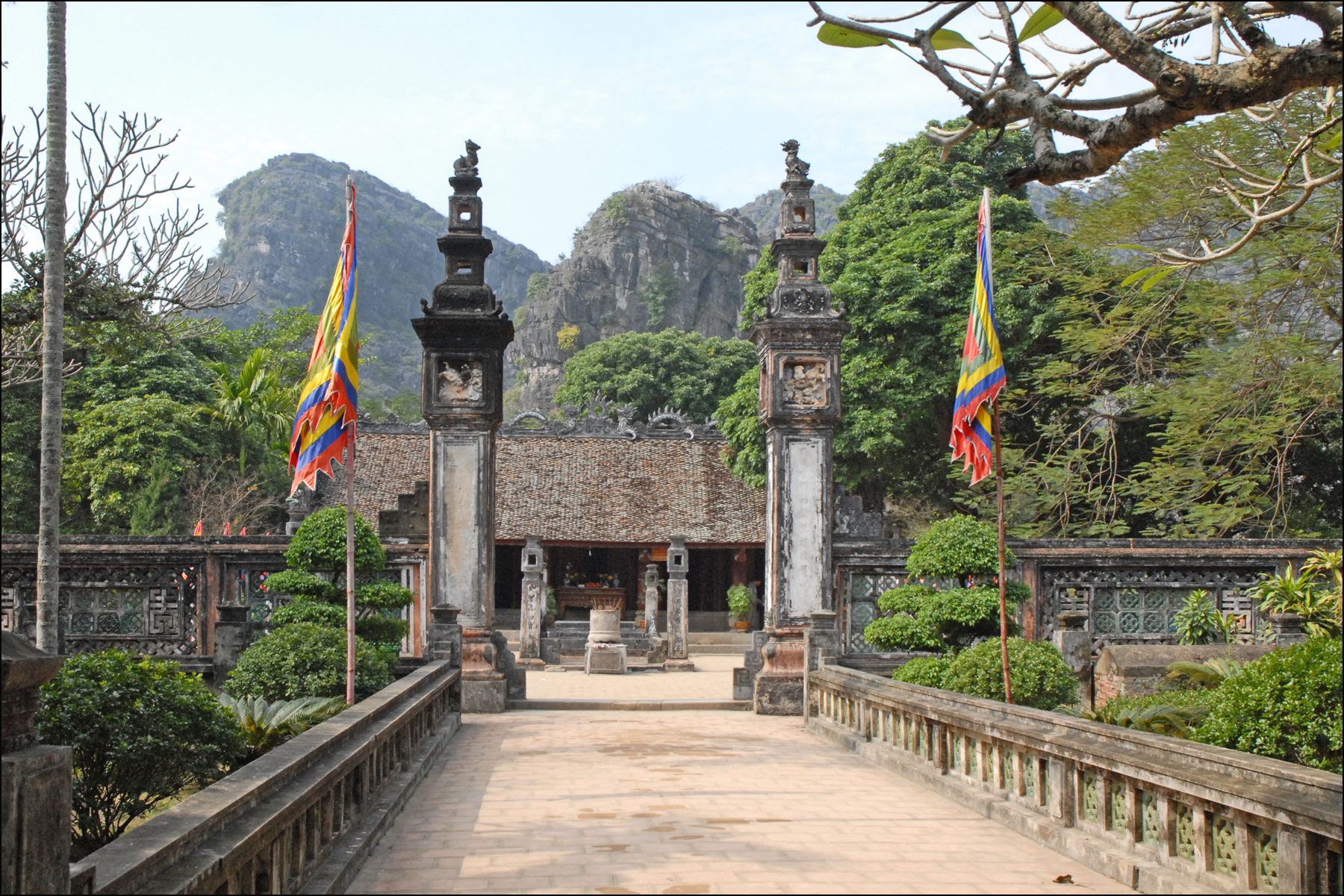

华闾古都（越南语：／，越南阮朝時期典籍又寫作花閭），是越南丁朝（968年－980年）、前黎朝（980年－1009年间）的首都，位于今天越南的宁平省华闾市。1010年，李太祖李公蕴迁都昇龍（今日河内市）后，自此華閭不再作为越南的首都。